# 大五女镇
大五女镇，是中国河北省安国市下辖的一个乡镇级行政单位。

## 行政区划
大五女镇下辖以下地区：
大五女村、东秋元村、景中村、西张庄村、西吴庄村、大李庄村、东吴庄村、袁李村、杨庄村、里河村、郑村、南张村、北张村、西娄底村、滩头村、北店村、南店村、张店村和西秋元村。